# Inia geoffrensis boliviensis
El delfín boliviano (Inia boliviensis) es una especie de delfín del género Inia endémico de Bolivia. Tradicionalmente se consideraba una subespecie de la especie Inia geoffrensis, pero estudios genéticos y el aislamiento geográfico sugieren que se trata de una especie diferente. Con base en estos estudios se calculó la separación de I. geoffrensis desde el Plioceno hace 3.1 millones de años. Sin embargo, debido a la evidencia insuficiente para ser clasificada como especie diferente debido al pequeño tamaño de las muestras recolectadas para los estudios y la evidencia de flujo genético unidireccional a través de los rápidos de Teotonio con presencia de ejemplares de I. boliviensis en la cuenca baja del río Madeira; la Sociedad de Mastozoología Marina y la IUCN lo siguen considerando como subespecie hasta que no se aporte evidencia concluyente.
Se distribuye en la cuenca alta del río Madeira en Bolivia. Está confinado al río Mamoré y su principal afluente el Iténez, incluyendo la zona baja de sus tributarios entre los 100 y 300 m s. n. m.. La subespecie parece haberse aislado de las demás a causa de los 400 km de rápidos desde Porto Velho sobre el río Madeira hasta Riberalta sobre el río Beni en Bolivia.
Se diferencia morfológicamente de I. geoffrensis por el mayor número de dientes, mayor tamaño y una cavidad craneana más pequeña.
Los estudios acerca de su biología son escasos. En uno de ellos se examinó el contenido gástrico de dos cadáveres, en el cual se encontró al menos doce especies de peces pertenecientes a cuatro familias: Doradidae (67%), Heptapteridae (17%), Auchenipteridae (8%) y Characidae (subfamilia Tetragonopterinae, 8%).
Fue declarado mediante ley n.º 284 Patrimonio Natural del Estado Plurinacional de Bolivia el 18 de septiembre de 2012

## Descripción
El delfín del río boliviano, o Inia boliviensis, es una de las cuatro especies de delfines de agua dulce en Sudamérica. Conocido localmente como bufeo, habita algunos ríos de la cuenca alta del Madeira, en la Amazonía boliviana. Los delfines del río boliviano están separados de los delfines del río Amazonas por una serie de rápidos y cascadas. El delfín rosado del Amazonas es el delfín de agua dulce más grande del mundo, pudiendo alcanzar hasta 2,8 metros de largo y pesar hasta 180 kilogramos. En comparación con su pariente, el delfín del Amazonas (Inia geoffrensis), el delfín del río boliviano tiene más dientes, un cráneo más pequeño y un cuerpo más largo.

## Amenazas

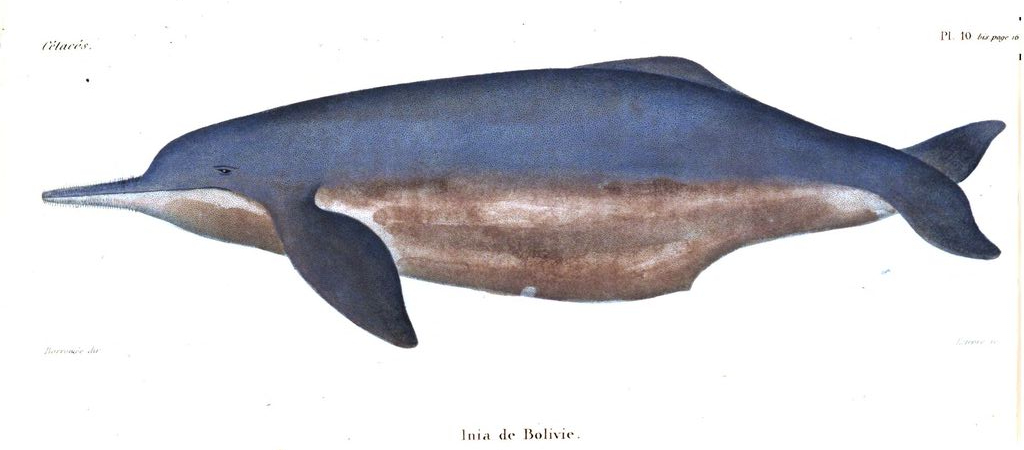
El Inia boliviensis es más grande que su pariente del Amazonas, el Inia geoffrensis.

El delfín del Amazonas (Inia geoffrensis) está clasificado como especie en peligro por la Lista Roja de la UICN. El delfín del río boliviano enfrenta al igual múltiples amenazas. La sobrepesca, la deforestación y la construcción de represas hidroeléctricas son factores importantes en el actual declive de su población. Las actividades pesqueras también representan un riesgo para estos delfines, ya que los pescadores pueden verlos como competencia por los peces. Se ha observado que algunos delfines muertos presentan heridas causadas por redes, así como cortes y mutilaciones que probablemente fueron provocados por humanos. Los delfines de río se encuentran entre los animales acuáticos más amenazados del mundo debido a sus hábitats limitados y a las amenazas provenientes del entorno terrestre.

## Comportamiento
Los delfines del río boliviano son esquivos y difíciles de observar, ya que suelen nadar bajo la superficie.
En agosto de 2021, un equipo de investigación observó a dos delfines juveniles machos, sexualmente excitados, jugando con una anaconda del Beni (Eunectes beniensis) cerca del río Tijamuchi.
Las necropsias han demostrado que la dieta del delfín del río boliviano incluye una variedad de especies de peces, así como cangrejos. En la necropsia de un delfín juvenil, se encontraron en su estómago múltiples especies de peces pertenecientes al menos a cuatro familias diferentes. Cabe destacar que ninguna de las especies presentes en el estómago de este ejemplar juvenil eran especies objetivo de la pesca comercial.
Aunque los delfines son difíciles de observar en las aguas turbias del río, en abril de 2022 tres ecólogos publicaron fotografías de delfines del río boliviano jugando con una gran anaconda del Beni (presumiblemente muerta).